# Cerkiew Przemienienia Pańskiego w Zwiozdnym gorodoku
Cerkiew pod wezwaniem Przemienienia Pańskiego – prawosławna cerkiew parafialna w Zwiozdnym gorodoku. Należy do dekanatu stauropigialnych parafii i patriarszych placówek poza Moskwą eparchii moskiewskiej miejskiej Rosyjskiego Kościoła Prawosławnego.

## Historia
Prace budowlane rozpoczęto 4 sierpnia 2008 r. Półtora roku później celebrowano we wznoszonej świątyni pierwsze nabożeństwo. Poświęcenia cerkwi dokonał 28 listopada 2010 r. patriarcha moskiewski i całej Rusi Cyryl, jednocześnie nadając świątyni status patriarszej stauropigii pod opieką duszpasterską mnichów z ławry Troicko-Siergijewskiej.
Proboszczem działającej przy cerkwi parafii jest ihumen Hiob (Tałac).

## Architektura
Cerkiew zaprojektował Rodion Isłamow, rzeźbiarz z Kraju Krasnojarskiego. Budowla, wykonana z drewna cedrowego i sosny angarskiej, reprezentuje styl staroruski, a jednocześnie kształtem przypomina startującą w kosmos rakietę. Powierzchnia obiektu wynosi 212 m², wysokość – 39 m. Świątynię wieńczy 13 kopuł w kolorze niebieskim, których liczba symbolizuje Jezusa Chrystusa i dwunastu apostołów.
Wewnątrz cerkwi znajduje się cedrowy ikonostas o wysokości 15 m, wykonany przez syberyjskich rzeźbiarzy. Nie występują natomiast elementy podporowe (jak np. kolumny), ponieważ ciężar zadaszeń i kopuł rozkłada się równomiernie na wszystkie osiem narożników. Przy wejściu do cerkwi znajdują się po obu stronach tablice upamiętniające kosmonautów, którzy przyczynili się do wzniesienia świątyni.